# Schloss Reckahn

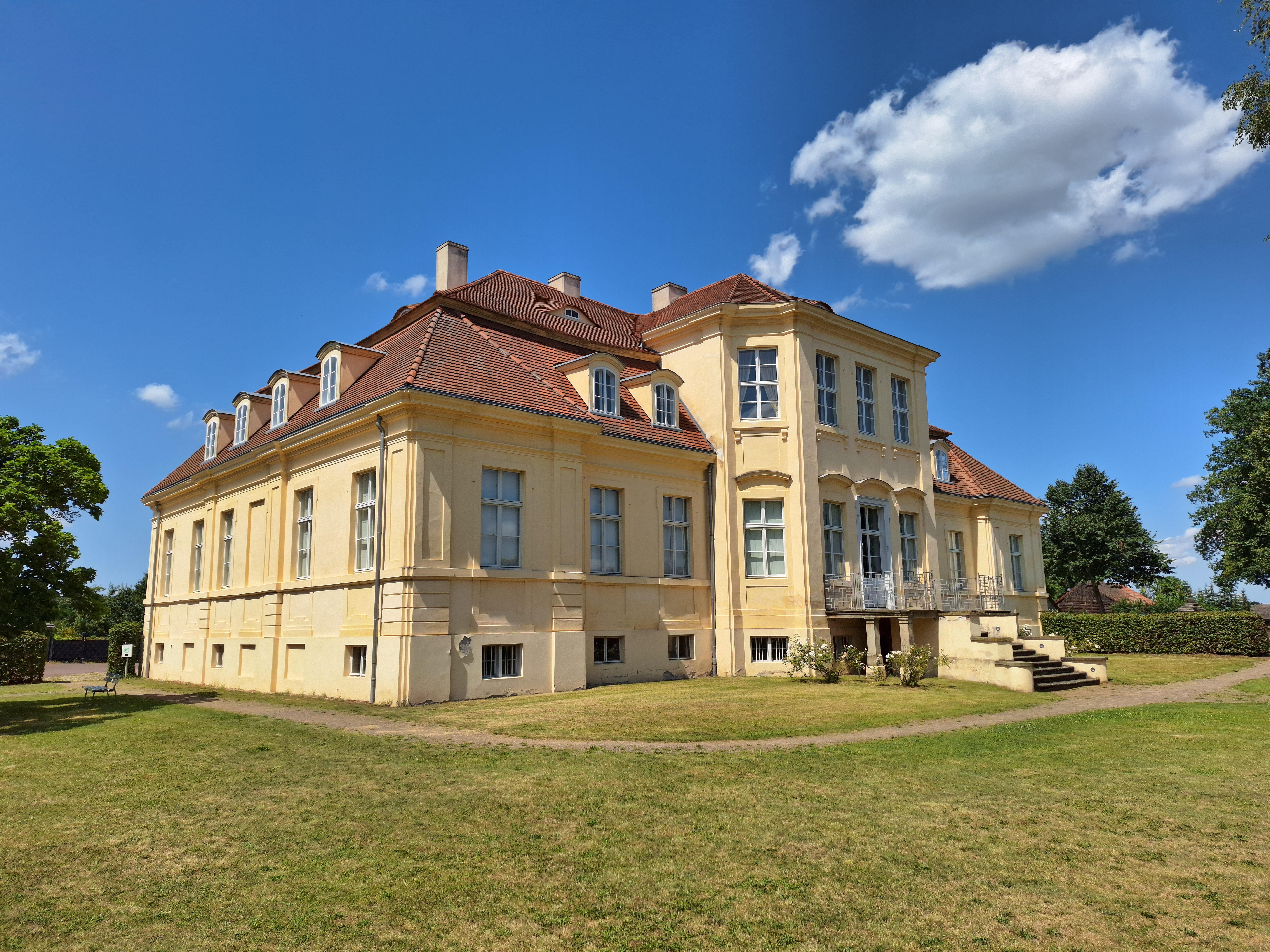
Schloss Reckahn, Gartenseite (2024)

Das Schloss Reckahn (auch Herrenhaus oder Gutshaus) ist ein Baudenkmal in der Ortschaft Reckahn, einem Ortsteil der Gemeinde Kloster Lehnin im Landkreis Potsdam-Mittelmark im Westen des Landes Brandenburg. Das meist Schloss genannte Gutshaus war ein Herrensitz der Familie von Rochow. Es gehörte zum Rittergut Reckahn. Das Gutshaus mit seinem Gutspark liegt etwa zehn Kilometer südlich der Stadt Brandenburg am Ufer der Plane.
In einem Teilbereich des Schlosses befindet sich das 2001 eröffnete Rochow-Museum Reckahn mit einer Dauerausstellung über das Wirken der Familie von Rochow und insbesondere des Schulreformers und bekanntesten Schlossherrn von Reckahn, Friedrich Eberhard von Rochow. Außerdem wird das Schloss heute als Begegnungs-, Tagungs- und Weiterbildungszentrum der Universität Potsdam genutzt.
Zum Rochow-Museum gehört die ehemalige Reckahner Schule, die heute das Schulmuseum Reckahn beherbergt. Dort wird ebenfalls das Wirken von Friedrich Eberhard von Rochow dargestellt sowie der erste Reckahner Lehrer Heinrich Julius Bruns mit einer dauerhaften Gedenkausstellung geehrt.

## Schloss

### Entwicklung bis ins 17. Jahrhundert

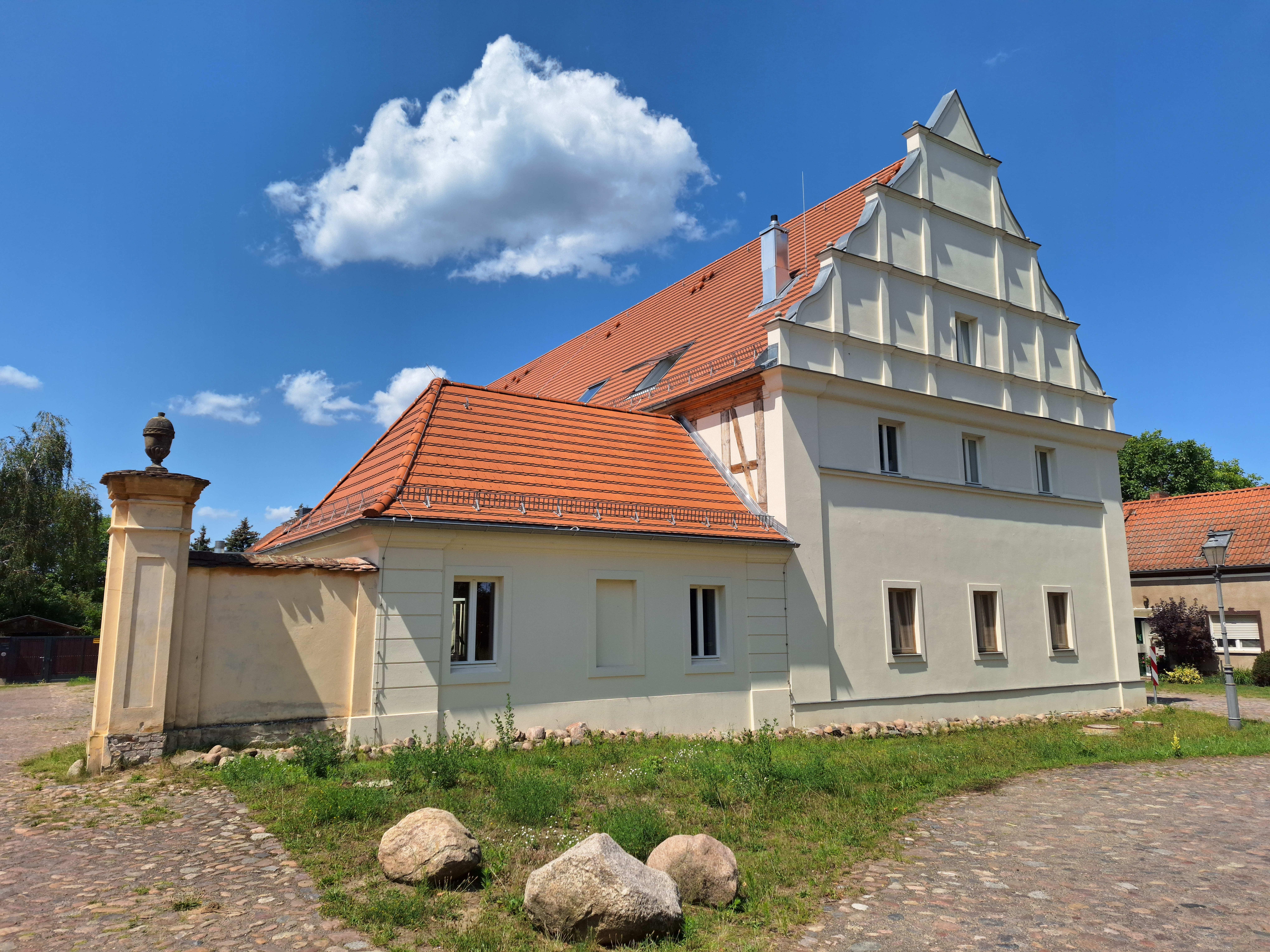
Das alte Gutshaus mit Neo-Renaissancegiebel (2024)

Das Gut Reckahn gehörte zum Besitz der weit verzweigten Familie von Rochow, eines der ältesten Adelsgeschlechter in der Mark Brandenburg. 1351 wurde Reckahn unter der Bezeichnung Rickan in einem Lehnsbrief von Golzow als Besitz der Familie von Rochow benannt. Zu dieser Zeit gab es einen befestigten Platz Dusterreckahn, etwa einen Kilometer vom heutigen Schloss entfernt, der wohl der Familiensitz war. Diese Anlage war spätestens 1420 zerstört.
Ein spätmittelalterlicher Vorgängerbau der heutigen Schlossbauten wird an der Stelle des heutigen Schlosses vermutet. Denn erst 1605 entstand das so genannte „alte Herrenhaus“ mit einem Renaissancegiebel. Er wurde für Tobias von Rochow durch einen namentlich nicht bekannten Wittenberger Baumeister errichtet. Bauhistorische Forschungen im Vorfeld des Gebäudeausbaus zu einem Jugend-, Kultur-, Gemeinde- und Konferenzzentrum ergaben 2016/2017, dass der Giebel der Neorenaissance (Ende des 19., Anfang des 20. Jahrhunderts) zugehörig ist. Dieses Gebäude liegt heute nördlich des späteren Barockbaus. Nach der Errichtung des neuen Herrenhauses wurde es weiter von der Familie genutzt und als Gutshaus bezeichnet.

### Blütezeit im 18. Jahrhundert
Im Jahre 1713 übernahm der spätere preußische Kriegsminister Friedrich Wilhelm von Rochow die Güter Reckahn, Meßdunk, Goltin, Rotscherlinde und Krahne.
Friedrich Wilhelm ließ sich in den Jahren 1726 bis 1730 das heutige, äußerlich weitgehend unveränderte Schloss durch einen unbekannten Architekten im Schlüterschen Barockstil errichten. Zeitgleich entstand vermutlich auf der Ostseite des Hauses auch ein barocker Ziergarten.

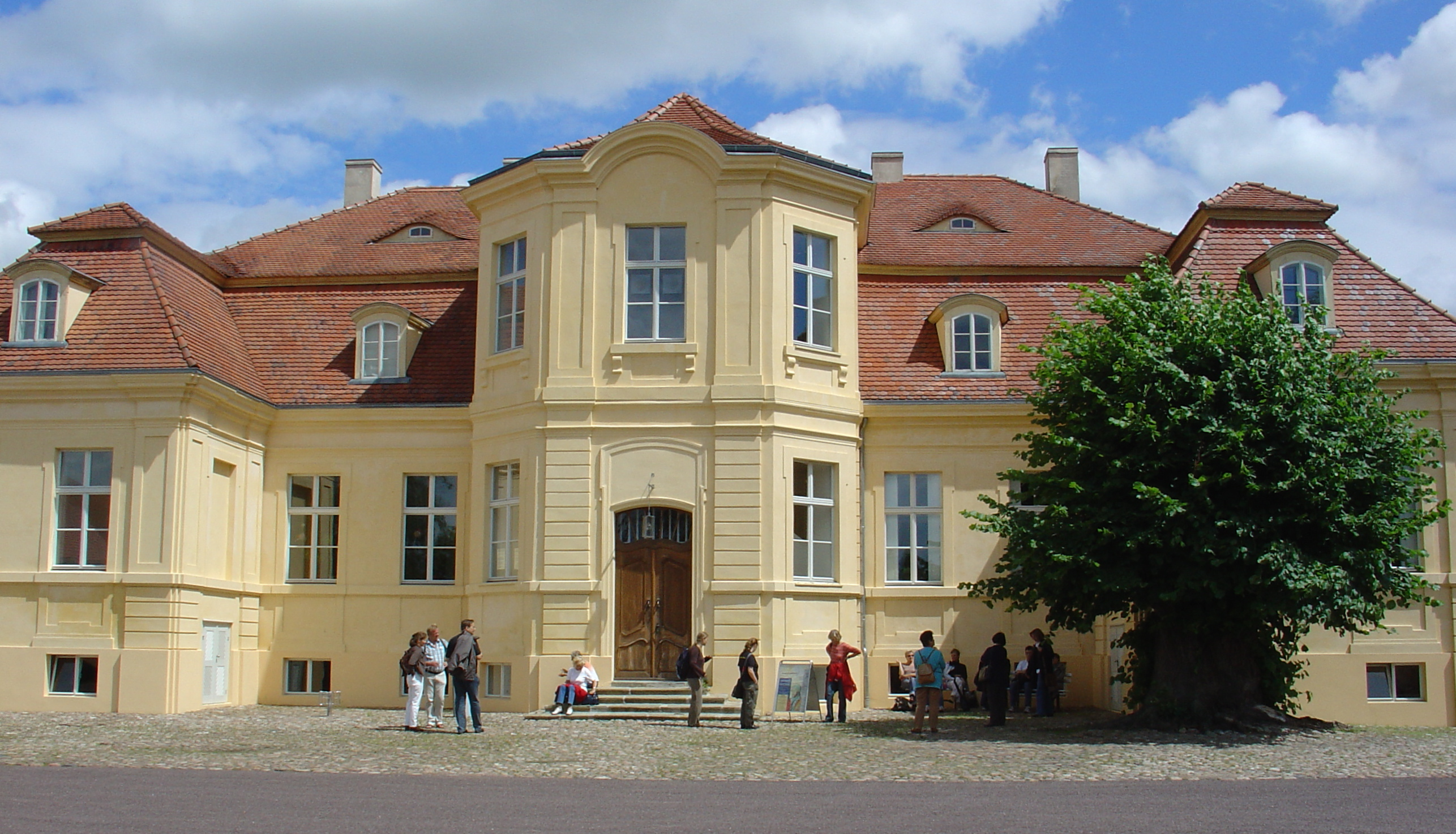
Schloss Reckahn, Hofseite mit Eingangsportal (2007)

Der ungewöhnliche Putzbau ist eine etwa 30 Meter lange, eingeschossige Dreiflügelanlage mit beiderseits aus der Fassade fluchtenden Stummelflügeln unter einem Mansarddach.
Seine architektonische Besonderheit ist ein zweigeschossiger, wie ein Corps de Logis hervorgehobener Mitteltrakt, in dem sich auf der Hofseite das Eingangsportal und das Treppenhaus befinden, und auf der Gartenseite die beiden Säle.
Die sich über 11 Fensterachsen erstreckende Fassade ist durch Rustifizierungen, aufgeputzte Pilaster, Kaff- und Sockelgesimse mit Konsolen etc. zurückhaltend gegliedert.
Weitaus größere Bekanntheit als Friedrich Wilhelm erlangte sein Sohn Friedrich Eberhard von Rochow, der das Anwesen im Jahre 1760 übernahm. Er erwarb sich durch seine agrarischen und vor allem pädagogischen Reformen sowie seine schriftstellerischen und aufklärerischen Aktivitäten Berühmtheit. Als Halberstädter Domherr hatte er u. a. Kontakt zu dem Intellektuellenzirkel um Johann Wilhelm Ludwig Gleim und er verkehrte mit Persönlichkeiten wie Christian Fürchtegott Gellert, Friedrich Nicolai, Johann Bernhard Basedow und dem preußischen Innenminister von Zedlitz.
Besondere Verdienste erwarb Friedrich Eberhard von Rochow sich mit der Reform seiner Landschulen. Unter seinen zahlreichen Schriften errang sein Kinderfreund, Ein Lehrbuch zum Gebrauch in Landschulen europäischen Rang. Seinem Reckahner Lehrer Heinrich Julius Bruns ließ er im Schlosspark ein Denkmal setzen. Das Rochow-Museum Reckahn widmet sich im Schloss und im restaurierten Schulhaus dem Wirken dieses Mannes. Friedrich Eberhard von Rochow begann auch mit der Umwandlung des Lustgartens in einen u. a. als Wildgehege genutzten „Thiergarten“ und einen Obstgarten. Im 19. Jahrhundert erfolgte die Umwandlung in den nach der Wende wiederhergestellten „englischen“ Landschaftspark.

### Weitere Entwicklung

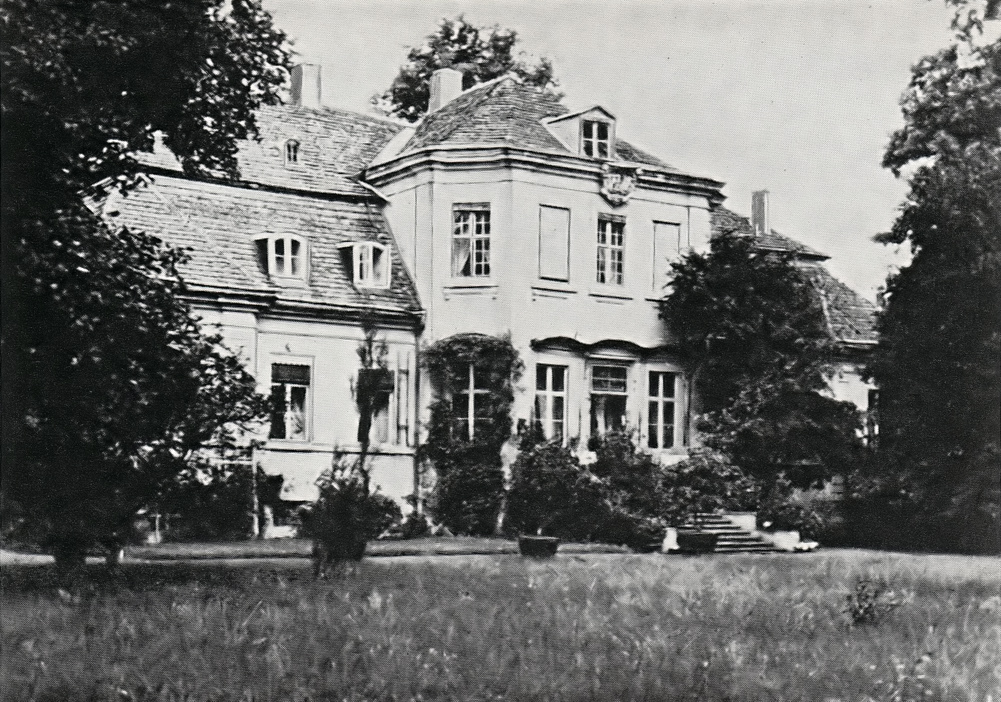
Schloss Reckahn, Gartenseite (um 1920)

Da Friedrich Eberhard kinderlos starb, fiel das Anwesen 1805 an eine Erbengemeinschaft aus fünf namhaften Familienmitgliedern des Gesamtgeschlechts, unter anderem Carl Friedrich von Rochow-Nedaschütz-Strauch, Friedrich Ludwig V. von Rochow-Plessow sowie Adolf Friedrich von Rochow-Stülpe. Es bildete sich nachfolgend aus dem Haus Rochow-Golzow sozusagen eine neue Linie Reckahn heraus, die dann weiterhin das Gut bewirtschaftete und das Schloss Reckahn bis 1945 bewohnten. Nach dem 1879 amtlich publizierten Generaladressbuch der Rittergutsbesitzer für die Provinz Brandenburg betrieb man damals neben dem 936 ha großen Gut noch eine Ziegelei. Die Größe des Rittergutes blieb lange Zeiten stabil, denn kurz vor der Wirtschaftskrise um 1929/1930 beinhaltete das Rittergut Reckahn 944 ha Land nebst Fischteichen. Der letzte Gutsherr war der 1945 verstorbene Harry von Rochow. Die letzte Bewohnerin aus der Familie war Felicitas von Rochow.
1945 wurde das Schloss von der Roten Armee als Unterkunft genutzt und unter der Militäradministration wurde der Besitz der Familie von Rochow 1946 enteignet. Die Soldaten zogen 1946 ab. Das Schlossinventar ist bis auf wenige Reste nicht mehr vorhanden. Das Archiv des Gutes wurde weitgehend erhalten und befindet sich heute im Brandenburgischen Landeshauptarchiv in Potsdam.
Nach dem Abzug der Soldaten zog in das baulich zunächst unveränderte Herrenhaus die Reckahner Schule ein. Sie war zunächst eine Zentralschule, dann eine Einheitsschule und schließlich eine Polytechnische Oberschule. In ihr wurden für die Kinder der umliegenden Dörfer unterrichtet. Ab Anfang der 1980er Jahre fand Unterricht nur noch in den ersten vier Klassen statt. Die Schüler wechselten anschließend in der Regel auf die Polytechnische Oberschule im benachbarten Golzow. Das alte Gutshaus und ein ehemaliger Stall wurden zu Wohnhäusern umgestaltet, die übrigen Wirtschaftsgebäude abgerissen, so dass der ursprüngliche Charakter eines Landguts heute nicht mehr erkennbar ist. Im Inneren des Herrenhauses wurden später die DDR-typischen „funktionellen Modernisierungen“ vorgenommen. Insbesondere entstanden Fachkabinette für die Schule und eine Zentralheizung wurde installiert.
Nach der Schließung der Schule im Jahre 1996 und des Hortes im Jahre 1998 wurde das Haus restauriert. Einige Räume, vor allem das Treppenhaus, wurden dem ursprünglichen Zustand nachempfunden und die Ausstellungsräume museal neu gestaltet. Seit dem 4. August 2001 ist die Dauerausstellung Vernunft fürs Volk – Friedrich Eberhard von Rochow Kern des Schlossmuseums Reckahn. Sie ehrt das Lebenswerk des Reformers auf vielen Gebieten, nicht nur im Schulwesen des Königreiches Preußen.

## Heutige Nutzung des Schlosses
Mitte 1999 entstand für das Schloss das heutige Nutzungskonzept: Schloss, Kirche und Schulhaus bilden ein Ensemble der Schul- und Bildungsgeschichte in Brandenburg und Preußen. Dazu arbeiten zusammen: das Land Brandenburg, der Kreis Potsdam-Mittelmark, der Förderverein Historisches Reckahn und die Universität Potsdam.

### Rochow-Museum Reckahn
Ein Teilbereich des Schlosses wurde als Museum hergerichtet und 2001 unter der Bezeichnung Rochow-Museum Reckahn 2001 eröffnet. Das Museum zeigt eine Dauerausstellung mit dem Titel Vernunft fürs Volk, die sich der Familie von Rochow und vor allem dem Werk des Agrar- und Bildungsreformers Friedrich Eberhard von Rochow widmet.
Im Gartensaal beginnt der Rundgang. Hier verdeutlichen vier Büsten, wer für diese Reformen maßgebend war:

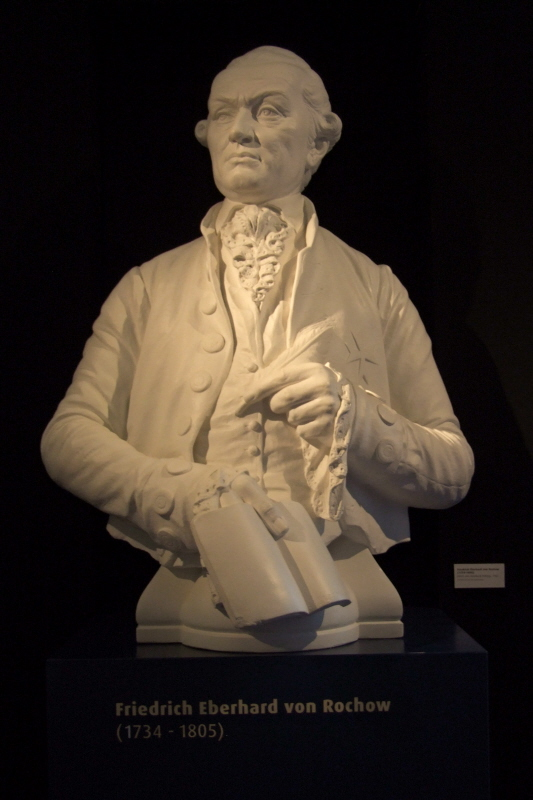
Friedrich Eberhard von Rochow
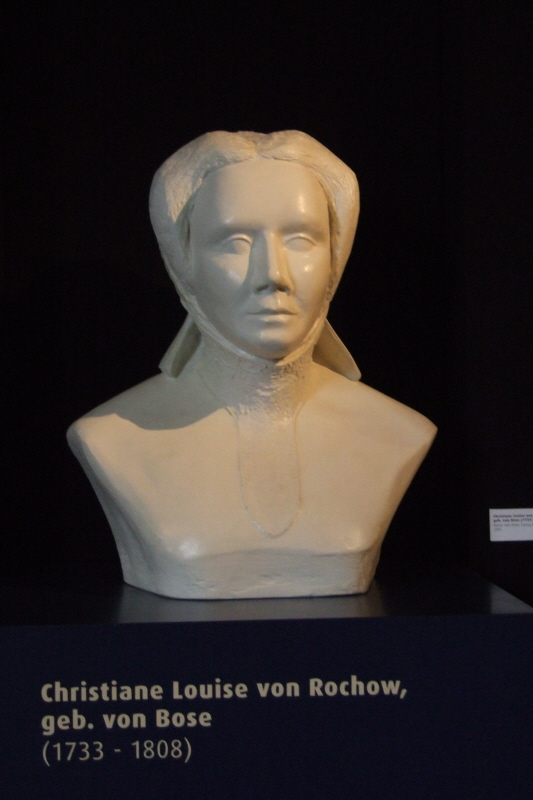
Christiane Louise von Rochow
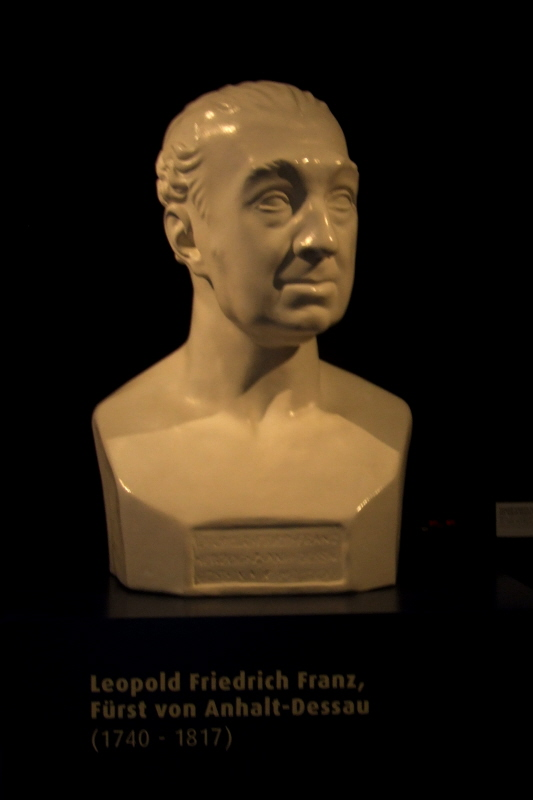
Leopold Friedrich Franz von Anhalt-Dessau
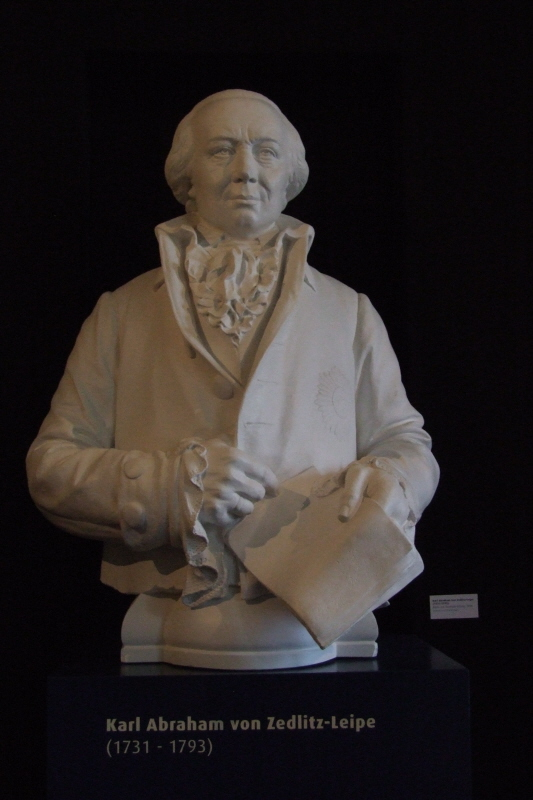
Karl Abraham von Zedlitz

Ein nachempfundenes Gespräch dieser vier Personen führt den Besucher in das Thema ein. In zwei Räumen wird das Wirken des Agrarreformers dargestellt, vier Räume widmen sich dem pädagogischen Werk.

### Begegnungs-, Tagungs- und Weiterbildungszentrum
Mehrere Räumlichkeiten des Schlosses stehen mittlerweile als Begegnungs-, Tagungs- und Weiterbildungszentrum der Universität Potsdam zur Verfügung. Die Universität Potsdam nutzt das Reckahner Begegnungszentrum unter anderem für wissenschaftliche Konferenzen, Klausurtagungen, Doktorandenkolloquien, Seminare und die universitäre Weiterbildung sowie auch für ausgewählte akademische Festlichkeiten. Jährlich findet hier auch die Literaturveranstaltung LIT:potsdam statt.

## Das Umfeld des Schlosses

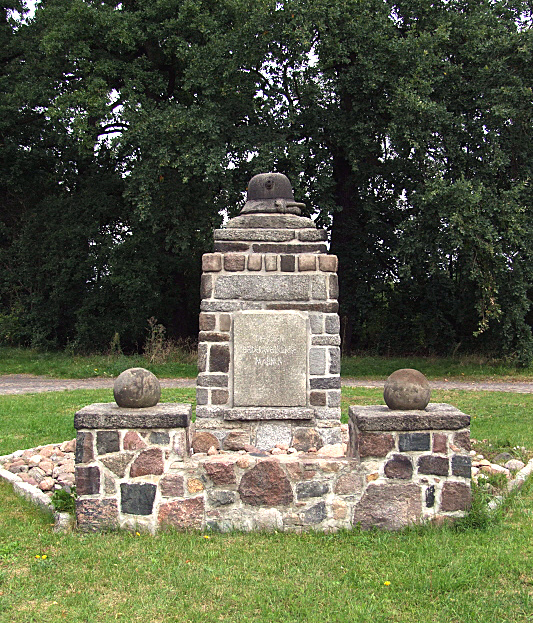
Kriegerdenkmal

Das Schloss liegt am Nordrand der Ortschaft Reckahn. Auf dem Platz vor dem Schloss steht ein Kriegerdenkmal zur Erinnerung an die Gefallenen der beiden Weltkriege.
Ein Kriegsdenkmal besonderer Art ist die Reckahner Pyramide. Sie wurde wahrscheinlich unter Friedrich Eberhard von Rochow errichtet. Eine Gedenktafel aus dem Jahr 1760 teilt mit: „Zum Gedenken des großen Heerlagers unter Friedrich dem Großen zum unersetzten Schaden der umliegenden Güter von 29 247 Talern“.
Das Denkmal und die Tafelinschrift beziehen sich auf das große Heerlager, das preußische Truppen 1741 zwischen Reckahn und Göttin errichtet hatten. Das Lager, das in der Spitze über 40.000 Mann gezählt haben soll, führte zu großen Zerstörungen in Reckahn und Umgebung. Die Schäden hatte der König jedoch nie ausgeglichen. Die Gedenktafel wurde, nachdem sie seit Ende des 2. Weltkriegs verschollen war, 1992 erneuert und wieder an der Pyramide angebracht.
Eine weitere Gedenktafel an der Pyramide erinnert seit 1907 an die Aufstellung des Husaren-Regiments Nr. 5 – Die Schwarzen Husaren. Diese Einheit unter Major von Mackrodt wurde im September 1741 im großen Heerlager gebildet.
Südlich und östlich des Schlosses liegt der Schlosspark, der als einer der ältesten Landschaftsparks in Brandenburg gilt. Am Südende des Parks steht in einer Sichtachse zum Schloss die Schloss- und Dorfkirche. Hinter der Kirche steht das historische Schulhaus, das heutige Schulmuseum Reckahn.

### Schlosspark

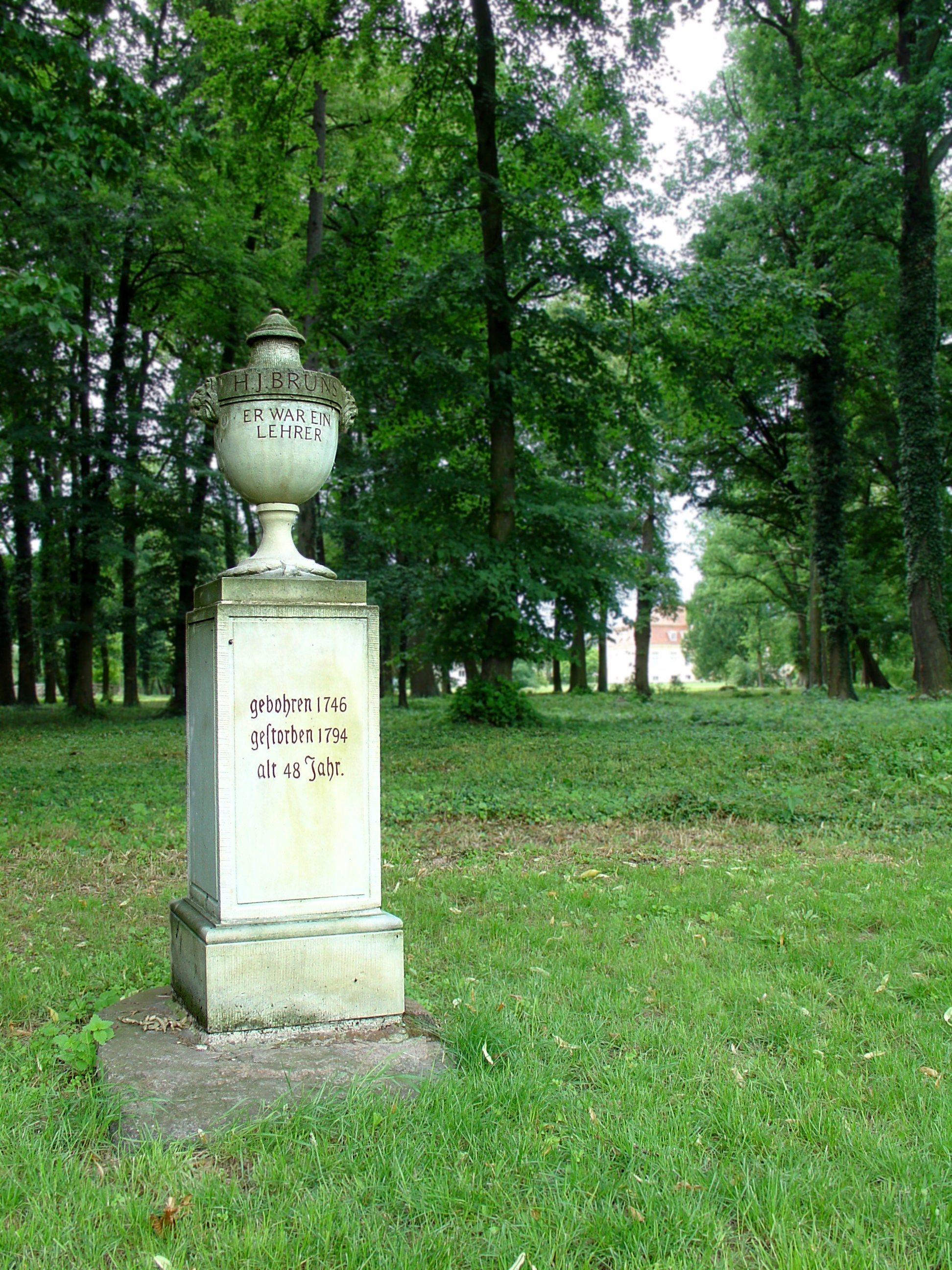
Denkmal für den Lehrer Heinrich Julius Bruns im Schlosspark

Mit dem Schlossneubau entstand um 1730 auch der drei Hektar große Park als barocke Gartenanlage. Die weitere Gestaltung erfolgte um 1800 unter Friedrich Eberhard von Rochow. Zu dieser Zeit wurde der Park auch als Thiergarten bezeichnet und ein Obstgarten wurde angelegt. Es entstand ein Landschaftsgarten nach englischem Vorbild. Dieser Zustand wurde nach 1990 wiederhergestellt.
Im Westen und Süden wird der Park durch die Plane begrenzt. Eine Brücke am Südende führt zur Dorf- und Schlosskirche. Im Westen des Parks verband ein Graben zwei Karpfenteiche mit der Plane. Dieser Graben wurde durch eine geschwungene Holzbrücke überquert. Graben und Teiche wurden 1963 im Zuge der Regulierung der Plane und zu Gunsten einer neuen Teichwirtschaft bei Reckahn zugeschüttet.
Im Süden des Parks befindet sich das Denkmal für Heinrich Julius Bruns. Es erinnert mit den Worten „Er war ein Lehrer“ an den Praktiker der Schulreform.
Zwischen 1898 und 1910 wurde im Park ein Erbbegräbnis der Familie von Rochow errichtet. 14 Familienmitglieder wurden bis 1945 hier beigesetzt. Das Gebäude ist sanierungsbedürftig.

### Dorf- und Schlosskirche
Die für das Dorf Reckahn recht groß geratene Dorf- und Schlosskirche entstand zwischen 1739 und 1741. Das äußere Erscheinungsbild und vor allem ihre Ausstattung entspricht noch weitgehend dem Zustand zur Bauzeit.

### Schule und Schulmuseum
Neben der Kirche befindet sich das Schulhaus von 1743. Es ist heute ein Schulmuseum und eine Gedenkstätte für den Schulreformer Friedrich Eberhard von Rochow, in dem auch sehr anschaulich die Schulausstattung und der Schulalltag bis in die jüngere Vergangenheit dokumentiert werden. Das Schulmuseum widmet sich auch dem Wirken des ersten Reckahner Lehrers Heinrich Julius Bruns und ehrt ihn mit einer Dauerausstellung.